# Роберт де Невилл из Мидлхэма
Роберт де Невилл (англ. Robert de Neville; ок. 1287 — 6 июня 1319) — феодальный барон Мидлхэм, английский рыцарь, старший сын Ранульфа де Невилла, 1-го барона Невила из Рэби, и Евфемии де Клеверинг. Известен под прозвищем «Павлин Севера» (англ. Peacock of the North).

## Биография
Роберт родился около 1287 года и был старшим сыном барона Ранульфа де Невилла от брака с Евфемией Фиц-Роберт.
Роберт принимал участие в битве при Бэннокберне 24 июня 1314 года, во время которой попал в плен к шотландцам. В декабре 1318 года вместе с братьями убил Ричарда Фиц-Мармадюка.
В 1318 году шотландцы захватили замок Берик. Желая вернуть его, англичане предприняли кампанию, оказавшуюся неудачной. По сообщению хрониста Бридлингтона, 6 июня 1319 года около стен Берика произошло столкновение англичан с шотландцами, в результате которого Роберт был убит, а его трое братьев, Ральф, Александр и Джон, попали в плен. Не исключено, что дата неправильная, поскольку основная часть английской армии достигла Берика в сентябре, однако также не исключено, что данный инцидент не был связан с основной кампанией.

## Брак
Жена: с ок. 1315 Элен, её происхождение неизвестно. Детей не было.